# 李重耳
李重耳（?—?），生於西凉，為西涼王李歆之子，曾任北魏弘農郡太守。唐朝李淵家族追稱其為先祖。

## 生平
據《舊唐書》，李重耳為西涼王李暠後代，為李歆之子。其子李熙。
《北史》記載，李重耳在西凉灭亡后，逃到刘宋，后来归降於北魏，拜弘農郡太守，赠豫州刺史。

## 學術考證
陈寅恪列舉當時史書記載曾任弘農太守的人物，李重耳不在其中，認為其事蹟有假。在比較記載事蹟及年代後，认为李重耳即是《宋書》記載的李初古拔。